# Брэдли-Фулгони, Питер
Пи́тер Брэ́дли-Фулго́ни (англ. Peter Bradley-Fulgoni; род. 1957) — англо-итальянский пианист.

## Биография
Окончил школу Пёрселла, затем Королевский музыкальный колледж в Лондоне (класс К. Тейлора и Ф. Селлик). Участвовал в финале фортепианного конкурса Chappell, проводимого Королевским музыкальным колледжем; получил Гран-при на Международном фестивале юных музыкантов в Бромсгроув (1980).
Совершенствовался в Королевской музыкальной академии в Лондоне (у А. Келли, в Гилдхоллской школе музыки (мастер-класс Э. Вогель), в Италии (у Б. Меззены, итал. Bruno Mezzena), в Москве (у Михаила Мурача, ученика В. Горностаевой) и, наконец, в Лондоне у Анджея Эстергази (ученика Генриха Нейгауза). За этот период получил призы и дипломы на конкурсах (конкурс «Francesco Neglia» — Энна, Сицилия, 1982; конкурс «Maria Canals» — Барселона, 1982, 1983; конкурс в Больцано, 1985). В 1986 г. участвовал в VIII Международном конкурсе им. П. И. Чайковского (Москва), но выбыл из борьбы по болезни. Получив приз конкурса Peter Morrison Prize, организованного при содействии Объединённого общества музыкантов, дебютировал в Вигмор-холле.
Даёт концерты в Европе, Китае, Монголии, Малайзии, а также участвует в теле- и радиопередачах в Англии. Давал мастер-классы и концерты во Львовской консерватории в рамках Международного музыкального фестиваля виртуозов, исполнял 3-й концерт Рахманинова с симфоническим оркестром Львовской филармонии.
Выступал в Консерватории св. Цецилии (Рим), в цикле концертов «Пианисты мира» (Церковь Святого Мартина, Лондон, 2001).
Неоднократно играл в Москве — в музее А. Н. Скрябина (2007), в мемориальной квартире Святослава Рихтера (2008). В 2009 г. в Тарусе участвовал в XVII Музыкальном фестивале, проводимом фондом Святослава Рихтера.
Владеет обширным концертным репертуаром (от Баха до Булез), включающим в себя многие мало известные шедевры классической западной музыки, например, произведения Доменико Циполи (барокко) и Роберто Герхарда.
Преподаёт фортепиано в школе Шрусбери.